# بیدشک (کیسکان)
بیدشک یک روستا در ایران است که در دهستان کیسکان شهرستان بافت در استان کرمان واقع شده‌است. بیدشک ۲۷ نفر جمعیت دارد.

## جمعیت
این روستا در بخش مرکزی شهرستان بافت قرار دارد و براساس سرشماری مرکز آمار ایران در سال ۱۳۸۵، جمعیت آن ۲۷ نفر (۱۳ خانوار) بوده‌است.